# Nagoszewo (gromada)
Nagoszewo – dawna gromada, czyli najmniejsza jednostka podziału terytorialnego Polskiej Rzeczypospolitej Ludowej w latach 1954–1972.
Gromady, z gromadzkimi radami narodowymi (GRN) jako organami władzy najniższego stopnia na wsi, funkcjonowały od reformy reorganizującej administrację wiejską przeprowadzonej jesienią 1954 do momentu ich zniesienia z dniem 1 stycznia 1973, tym samym wypierając organizację gminną w latach 1954–1972.
Gromadę Nagoszewo z siedzibą GRN w Nagoszewie utworzono – jako jedną z 8759 gromad na obszarze Polski – w powiecie ostrowskim w woj. warszawskim, na mocy uchwały nr VI/10/11/54 WRN w Warszawie z dnia 5 października 1954. W skład jednostki weszły obszary dotychczasowych gromad Fidury, Laskowizna, Nagoszewka I, Nagoszewka II, Nagoszewo i Puzdrowizna ze zniesionej gminy Poręba oraz obszar dotychczasowej gromady Grabownica Stara i enklawa Grabownica Nowa z miasta Ostrów Mazowiecka w tymże powiecie. Dla gromady ustalono 17 członków gromadzkiej rady narodowej.
31 grudnia 1959 do gromady Nagoszewo przyłączono wsie Osuchowa Nowa i Wiśniewo ze znoszonej gromady Dybki oraz wieś Kuskowizna ze znoszonej gromady Biel w tymże powiecie.
Gromada przetrwała do końca 1972 roku, czyli do kolejnej reformy gminnej.